# Diospyros ovalifolia
Diospyros ovalifolia là một loài thực vật có hoa trong họ Thị. Loài này được Wight mô tả khoa học đầu tiên năm 1848.